# In a Perfect World (álbum)
In a Perfect World (estilizado em caixa alta, anteriormente entitulado de Cukkk, Cuck e WW3) é o décimo terceiro álbum de estúdio do rapper americano Kanye West, previsto para ser lançado sob seu pseudônimo Ye. O influencer digital DJ Akademiks anunciou o álbum com o título WW3 durante uma transmissão ao vivo em 2 de abril de 2025, uma semana depois do single homônimo ter sido lançado em 26 de março.
Durante o lançamento surpresa de demos de seu álbum visual precedente Bully no mês anterior, West gerou controvérsia ao fazer declarações antissemitas, apoiar o nazismo e postar comentários ofensivos — além de revelar um episódio de incesto na infância envolvendo seu primo em sua conta no Twitter. O comentário sobre incesto inspirou o segundo single, "Cousins", lançado em 21 de abril de 2025. O terceiro single, "Heil Hitler", foi lançado em 8 de maio.
O rapper americano Dave Blunts, que conheceu West em fevereiro de 2025, foi citado como único letrista do álbum por várias fontes, incluindo o próprio West. Blunts faz várias participações não creditadas no disco. Quadwoofer e Sheffmade, dois produtores que colaboraram intensamente com Blunts, são os produtores principais do álbum.
Uma versão inacabada do álbum foi vazada em 18 de maio de 2025, após uma compra beneficente em grupo; o valor arrecadado foi doado ao Museu Memorial do Holocausto dos Estados Unidos. Blunts também publicou várias faixas de referência que criou para o álbum online. Em 22 de junho de mesmo ao, West postou no X que poderia mudar o nome do álbum de Cukkk para In a Perfect World. Uma hora depois, ele tuitou o novo título de novo, possivelmente confirmando a troca de título.

## Antecedentes

### Fevereiro: West conhece Dave Blunts
Em fevereiro de 2025, West conheceu Dave Blunts e começou a trabalhar no álbum. Segundo West, eles passavam horas conversando, e Blunts escrevia três músicas por dia baseadas nessas conversas. Sobre a criação da faixa "Cousins", Blunts disse:
"Cousins foi uma das [minhas músicas] que foi escolhida. Eu realmente gostei dessa música, porque ele tinha me contado sobre a situação com meu primo, e eu podia perceber que a música era muito libertadora para ele quando eu a criei..."
Em um episódio de junho de 2025 do podcast Dope As Usual, Blunts deu mais detalhes sobre seu trabalho no álbum, dizendo que West pediu para escrever todo o Cuck apenas um dia após o encontro, organizado pelo agente de West. Ele baseou suas letras em chamadas telefônicas esporádicas e em tweets de West.
Blunts nega que o conteúdo lírico de Cuck seja antissemita, descrevendo o álbum como centrado em um homem lidando com dor, traição e sofrimento.

### Março–Maio: Lançamento do álbum e singles
Em 6 de março, West afirmou que sua nova música teria um som antissemita.
Em 16 de março, postou imagens de uma suástica nazista e do símbolo rúnico da Schutzstaffel como capa de álbum e logo do Sunday Service Choir respectivamente.
West divulgou a faixa "WW3" em 25 de março em seu Twitter. Ele lançou "WW3" como single em 26 de março.
Em 30 de março, DJ Akademiks entrevistou West, que vestia um traje inspirado na KKK e fez novos comentários controversos.
Em 1 de abril, West lançou o videoclipe de "WW3" no Twitter, contendo cenas da minissérie Roots e pornografia interracial.
Em 2 de abril, Akademiks anunciou que o álbum, então intitulado WW3, seria lançado no dia seguinte e divulgou a lista de faixas.
Em 21 de abril, West mudou o título para Cuck (termo em cultura popular que significa "corno"). No mesmo dia, lançou o videoclipe de Cousins.
Em 7 de maio, West anunciou o terceiro single, Heil Hitler, lançado em 8 de maio com videoclipe apresentando pessoas em peles de animais e amostra de discurso de Adolf Hitler.

#### Vazamento
Em 18 de maio de 2025, o álbum foi vazado em sua totalidade após uma compra beneficente de US$ 999 no Discord, arrecadando fundos para o United States Holocaust Memorial Museum. Os arquivos vazados continham mensagens depreciativas a West em seus metadados — listando Blunts como artista, definindo o gênero como "IA" e a data como "1945" — e substituíram a capa por uma foto de 1994 de West usando uma camiseta antifascista com o título “Fuck Nazis” e o subtítulo “Perdedor de 50 anos promovendo fascismo e discurso de ódio”.

West reconheceu o vazamento no Twitter, esclarecendo que a faixa "Uncle" não faria mais parte do álbum e não se referia à esposa Censori. Ele também tweetou o seguinte sobre o vazamento:
"Alguém pegou um drive, publicou no YouTube e falou que era Cuck.
O que eu amo sobre ser bloqueado dos serviços de streaming e ter músicas vazadas é...
Isso prova tudo que eu digo e por que eu digo."

### Pós-antisemitismo (maio–junho)
Em 20 de maio, "WW3" foi removido de todas as plataformas de streaming, seguido por West tuitando que "parou com o antisemitismo" após uma chamada por FaceTime com seus filhos em 22 de maio.
West reenviou "WW3" com uma capa preta e com censura das palavras "Nazi", "Swastika", "Hitler", "Antisemitic" e "Mein Kampf". A versão instrumental "The Heil Symphony" também foi retirada e republicada como "Hit Symphony".
Em 31 de maio, a faixa "Hallelujah", versão editada de "Heil Hitler", foi adicionada ao YouTube e às plataformas de streaming, substituindo "Heil Hitler" e alterando letras ofensivas.
Em 22 de junho, West tuitou que cogitava mudar o nome do álbum de Cukkk para In a Perfect World, sugerindo um novo título. Uma hora depois, ele tuitou o novo título de novo, possivelmente confirmando a troca de título.

## Lista de faixas
| Faixas de In a Perfect World (vazamento de 18 de maio de 2025) |                   |                                           |         |  |
| N.º                                                            | Título            | Produtor(es)                              | Duração |  |
| 1.                                                             | "WW3"             | Ye Quadwoofer Sheffmade Templecitygrounds | 1:45    |  |
| 2.                                                             | "Cosby"           |                                           | 2:30    |  |
| 3.                                                             | "Diddy Free"      |                                           | 2:58    |  |
| 4.                                                             | "Dirty Magazines" |                                           | 1:27    |  |
| 5.                                                             | "Jesus"           |                                           | 1:24    |  |
| 6.                                                             | "Bianca"          |                                           | 1:56    |  |
| 7.                                                             | "Cousins"         | Ye Digital Nas Chuki Beats                | 2:32    |  |
| 8.                                                             | "Virgil"          |                                           | 2:04    |  |
| 9.                                                             | "Uncle"           |                                           | 1:37    |  |
| 10.                                                            | "Free My Kids"    |                                           | 1:50    |  |
| 11.                                                            | "Heil Hitler"     | Quadwoofer Sheffmade                      | 1:37    |  |
| 12.                                                            | "Gas Chambers"    |                                           | 1:55    |  |
| 13.                                                            | "Hitler Ye Jesus" |                                           | 2:06    |  |
| 14.                                                            | "Jared"           |                                           | 2:54    |  |
| 15.                                                            | "Nitrous"         |                                           | 1:37    |  |
| Duração total:                                                 | Duração total:    | Duração total:                            | 30:11   |  |

### Créditos de sample
- "Jared" contém sample de uma transmissão ao vivo do Instagram de Justin Bieber.